# Rossøya
Rossøya, deutsch Ross-Insel, ist eine Schäre der Inselgruppe Spitzbergen im Arktischen Ozean. Es handelt sich um die nördlichste Insel der Gruppe Sjuøyane („Sieben Inseln“), die sich etwa 40 km nördlich von Nordostland, der zweitgrößten Insel des Archipels, befindet.
Sjuøyane bildet den nördlichsten Teil Spitzbergens; Rossøya ist somit die nördlichste Insel Norwegens sowie mit einem Breitengrad von 80° 49′ 44.4″ N das nördlichste Land Europas außerhalb der russischen Inselgruppe Franz-Josef-Land. Einige Auslegungen der Grenzen Europas zählen Franz-Josef-Land nicht dazu und sehen Rossøya statt dem Kap Fligely als nördlichsten Punkt Europas.

## Geografie
Die Insel ist annähernd kreisförmig, etwa 350 m lang, 380 m breit und 7,8 Hektar groß. Ihr Profil ist schildkrötenförmig und sie ist 52 m hoch. Rossøya liegt 100 m nordnordwestlich der größeren Insel Vesle Tavleøya. Diese befindet sich wiederum etwa 7,5 km nordwestlich von Phippsøya, der Hauptinsel von Sjuøyane. Der Nordpol ist 1024 km, das europäische Festland am Kinnarodden hingegen 1094 km entfernt. Rossøya ist Teil des Nordost-Svalbard-Naturreservats.

## Geschichte
Sie könnte bereits im Jahr 1618 von einem niederländischen Walfänger aus Enkhuizen entdeckt worden sein. 1663 tauchte sie erstmals auf einer Karte von Hendrick Doncker (1626–1699) auf. Rossøya wurde nach dem britischen Entdecker James Clark Ross (1800–1862) benannt, der 1827 Mitglied von William Edward Parrys Expedition zum Nordpol mit der HMS Hecla war. Nachdem sie Sjuøyane und Rossøya passiert hatten, mussten sie nach 48 Tagen im Eis aufgeben, da sie festgefroren waren. Sie hatten es nicht weit geschafft, jedoch mit etwa 81° N einen neuen Rekord für den höchsten erreichten Breitengrad aufgestellt.
Auf der Insel gibt es drei Steinmännchen, die vermutlich von schwedischen Forschern des 19. Jahrhunderts wie Adolf Erik Nordenskiöld und der Russisch-Schwedischen Gradmessungsexpedition von 1899 bis 1902 errichtet worden sind. Anlandungen sind schwierig.

## Natur
Die Insel kann wegen des Meereises schwer zu erreichen sein, hat jedoch relativ lange offenes Meer, weil sie mehr vom Golfstrom (genauer dem Westspitzbergenstrom) beeinflusst wird als die südöstlichen Teile Spitzbergens. Sie besteht aus Gneis, Granit und vielen Findlingen aus dem Norden Nordostlands, es zeigt sich eine Mischung aus magmatischem und metamorphem Gestein sowohl im anstehenden als auch im losen Gestein. Die Landschaft ist unwirtlich und bergig mit steilen Hängen und markanten Plateaus. Im arktischen Klima wachsen hauptsächlich Moose und Flechten, außerdem das Löffelkraut Cochlearia groenlandica, teils bedingt durch natürliche Düngung mit Guano, sowie allgemein auf Sjuøyane die Mohnart Papaver dahlianum und Steinbrech.
Auf Rossøya brüten Schmarotzerraubmöwen; häufige Vögel sind insbesondere Krabbentaucher, aber auch Papageitaucher, Dickschnabellummen und Trottellummen. Sie kommen im April oder Mai, wenn das Eis aufbricht, und bleiben nur den Sommer über auf den Inseln. Daneben kommen Elfenbeinmöwen und Walrosse vor. Das ganze Jahr über findet man den Eisbär, aber besonders im Winter, wenn er über das Treibeis zur Insel gelangen kann.